# Saxon (tipográfia)
A saxon a betűnagyság jelölése az amerikai Caslon-féle betűméret-pontrendszerben. Ez két amerikai pontnak felel meg, vagyis a magyar pontrendszer 1875 méterpontjának.